# Alfentanil
Alfentanilul este un analgezic opioid sintetic, analog de fentanil, utilizat ca anestezic (pentru menținerea anesteziei generale) și în tratamentul durerii post-operatorii. Prezintă o durată scurtă de acțiune. Calea de administrare disponibilă este cea intravenoasă.